# Клисурський монастир
Клису́рський монасти́р (болг. Клисурски манастир) — монастир в Монтанській області Болгарії. Входить до складу общини Виршець.

## Населення
За даними перепису населення 2011 року у монастирі проживали 16 осіб, усі — болгари.
Розподіл населення за віком у 2011 році:
Динаміка населення: